# Ngựa lùn Basuto
Bản mẫu:Thông tin động vật breed
Ngựa lùn Basuto là một giống ngựa có nguồn gốc từ Lesotho và Nam Phi.

## Lịch sử
Những con ngựa đầu tiên đến Nam Phi vào năm 1653, khi bốn con ngựa được giới thiệu đến khu vực Cape bởi Công ty Thương mại Đông Ấn Hà Lan. Các giống ngựa chính xác của những con ngựa này là không rõ, nhưng chúng có thể là ngựa thuộc các giống ngựa Ả Rập, ngựa Ba Tư hoặc các giống tương tự như Ngựa Java. Chúng được nâng cấp sau đó với dòng máu ngựa Ả Rập và ngựa Ba Tư.
Những con ngựa nhập khẩu ban đầu đã trở thành những con ngượi sáng lập của giống ngựa Cape,giô1ng mà sau này trở nên rất phổ biến và đặc biệt đã đạt được một danh tiếng đáng ngưỡng mộ trong cuộc chiến tranh Boer. Ngựa Cape và Ngựa Basuto có lẽ ban đầu là cùng một giống ngựa; với việc truyền liên tục máu Ngựa Thoroughbred và Ngựa Arab, ngựa Cape trở thành một giống ngựa có kích thước lớn hơn, chất lượng tốt hơn, và ngựa Basuto vẫn có kích thước nhỏ hơn và chắc khỏe hơn.
Lesotho (trước đây gọi là Basutoland) đã mua ngựa Cape làm chiến lợi phẩm giữa người Zulus và những người định cư. Là kết quả của điều kiện khắc nghiệt và giao phối với ngựa địa phương, ngựa Cape mất nhiều chiều cao và quý tộc của nó, và ngựa Basuto phần lớn thay thế giống ngựa này.
Do địa hình núi đá và đồi núi, những con ngựa Basuto liên tục được cưỡi (thường ở tốc độ cao), chúng phát triển thành những con vật cứng rắn, chắc chắn với sức chịu đựng và dũng cảm. Tuy nhiên, những phẩm chất này gần như đã làm hại giống ngựa này. Basuto trở nên phổ biến đến nỗi hàng ngàn con đã được xuất khẩu, và nhiều con ngựa tốt nhất đã bị giết trong Chiến tranh Boer vào cuối thế kỷ 19. Bây giờ có một nỗ lực phối hợp để thiết lập lại giống Basuto.